# Coenraet Roepel

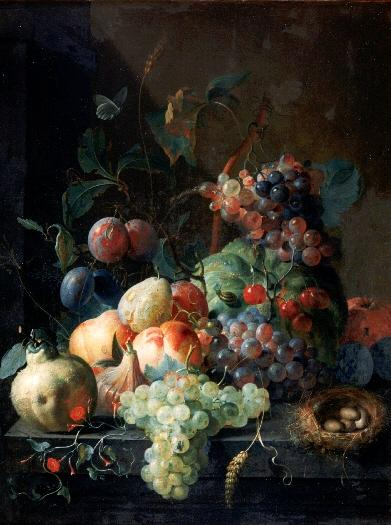
Bodegón con frutas, óleo sobre lienzo, 57.50 x 43,80 cm, Madrid, Museo Lázaro Galdiano. De composición piramidal y con variedad de frutas, como es característico de su pintura, forma pareja con un Florero firmado «Coenraet Roepel F» en el mismo museo.

Coenraet Roepel (La Haya, 1678-1748) fue un pintor barroco de los Países Bajos especializado en la pintura de flores y bodegones.
Nacido en La Haya en noviembre de 1678, fue discípulo de Constantijn Netscher hacia 1695. En 1698 ingresó en la Hermandad de los pintores (Confreriekamer van Pictura) donde completaría su formación y en 1711 en el gremio de San Lucas de su ciudad natal. En 1716 se estableció en Düsseldorf por un breve periodo. Según el pintor y biógrafo de artistas Jan van Gool habría sido llamado por el elector palatino Juan Guillermo de Neubourg-Wittelsbach, que le premió con una cadena de oro, pero a la muerte de su protector, ese mismo año, retornó a La Haya donde gozó de prestigio como pintor de flores, llegando a cobrar elevadas sumas por ellas.